# 프랑스의 소피 (1786년)
프랑스의 소피(Sophie de France, 1786년 7월 9일 ~ 1787년 6월 19일)는 프랑스 부르봉 왕가의 공주이다.

## 생애
소피는 베르사유 궁전에서 루이 16세와 마리 앙투아네트의 둘째딸로 태어났다. 그녀의 이름은 대고모(루이 16세의 고모로 루이 15세의 딸)인 소피의 이름을 따서 지어졌다. 그녀는 국왕의 차녀로서 어머니 마리 앙투아네트 및 언니 마리 테레즈의 뒤를 이어 프랑스 궁정에서 세 번째로 지위가 높은 여성이었다. 소피는 생후 11개월만에 결핵으로 베르사유에서 죽었고 생드니 대성당에 묻혔다.